# Catena di Markarian
Per Catena di Markarian si intende una striscia di galassie che costituisce parte dell'Ammasso della Vergine.  È chiamata “catena” per il fatto che, osservata dalla Terra, l'ammasso si dispone lungo una linea vagamente incurvata. Il suo nome è riferito all'astrofisico armeno Benjamin Markarian, che scoprì il loro moto comune nei primi anni 60. L'ammasso include,  tra le varie galassie, M84 (NGC 4374), M86 (NGC 4406), NGC 4477, NGC 4473, NGC 4461, NGC 4458, NGC 4438 e NGC 4435..
Almeno sette galassie della Catena di Markarian si muovono apparentemente in modo coerente, sebbene altre appaiono sovrapporsi del tutto casualmente.

## Voci correlate

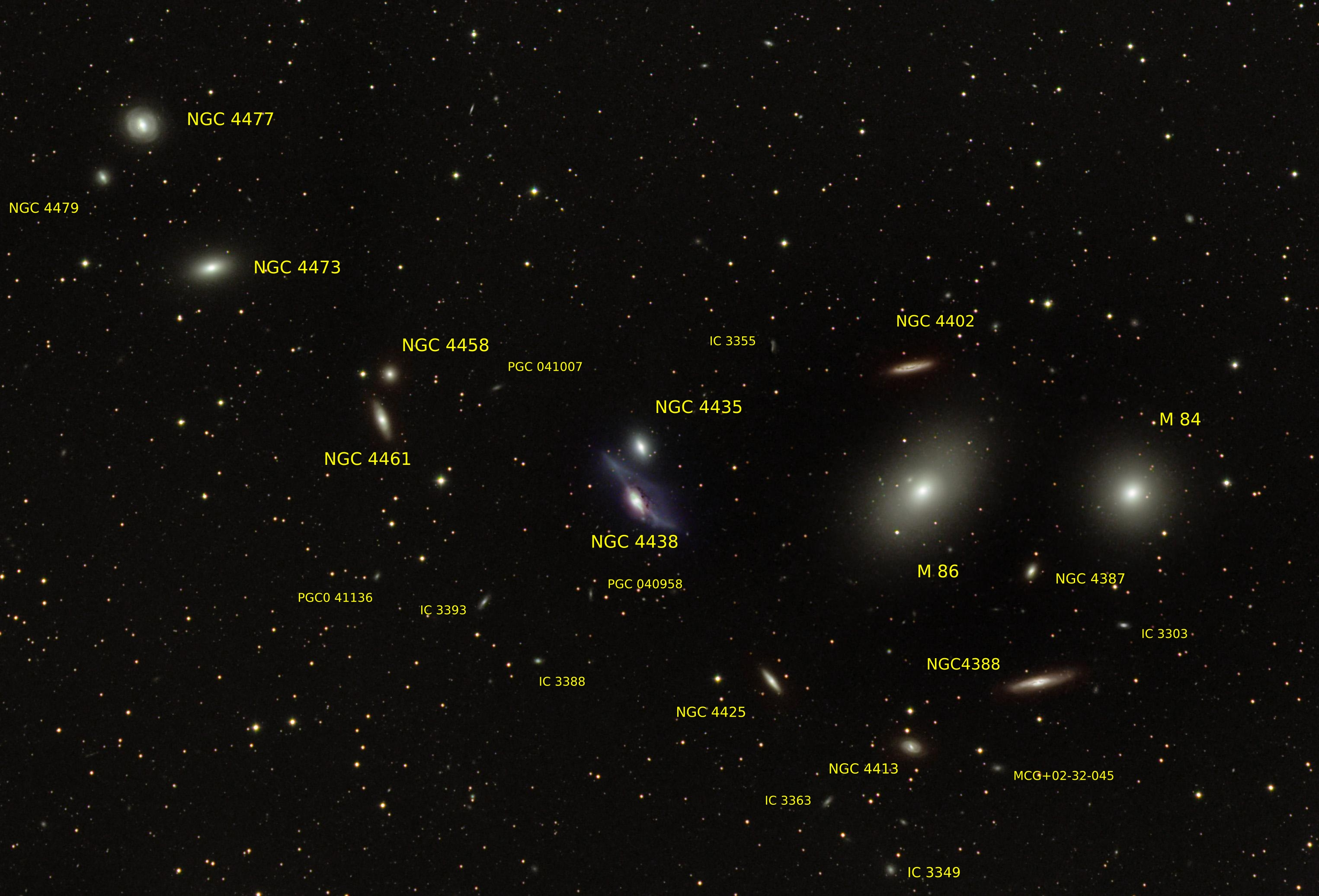
Galassie della Catena di Markarian